# 西可可 (佛羅里達州)
西可可（英語：Cocoa West）是位於美國佛羅里達州布里瓦德縣的一個人口普查指定地區。

## 地理
西可可的座標為28°21′42″N 80°45′47″W / 28.36167°N 80.76306°W，而該地最高點為海拔高度5米（即18英尺）。

## 人口
根據2010年美國人口普查的數據，西可可的面積為9.40平方千米，當中陸地面積為9.40平方千米，而水域面積為0.00平方千米。當地共有人口5925人，而人口密度為每平方千米630人。